# Norbert Fürstenhofer
Norbert Fürstenhofer (* 16. August 1945 in Wien) ist ein Offizier des Österreichischen Bundesheeres, zuletzt im Dienstgrad eines Brigadiers. Zuletzt war er Kommandant der ABC-Abwehrschule. Im Jahr 2010 trat er in den Ruhestand.

## Militärische Laufbahn
Norbert Fürstenhofer absolvierte von 1966 bis 1969 seine Offiziersausbildung an der Theresianischen Militärakademie in Wiener Neustadt. Von 1970 bis 1975 übte er Ausbildungs- und Kommandantenfunktionen an der damaligen Luftschutztruppenschule (nun ABC-Abwehrschule) zuerst in der Erzherzog-Wilhelm-Kaserne, später in der Dabsch-Kaserne in Korneuburg aus. Nach einer Ausbildungszeit an der Landesverteidigungsakademie Wien diente er 1976–1977 als Kommandant der 2. Kompanie der United Nations Disengagement Observer Force Austrian Battalion (Ausbatt) am Golan. Von 1978 bis 1988 war er in verschiedenen Funktionen im Armeekommando tätigt, seit 1984 als ABC-Abwehroffizier. In dieser Funktion zeichnete Fürstenhofer auch für den Assistenzeinsatz nach der Nuklearkatastrophe von Tschernobyl verantwortlich. 1988 wurde er Kommandant der ABC-Abwehrschule in Korneuburg, die seit 2007 nach Lise Meitner benannt ist. Im selben Jahr war er Leiter des Erdbeben-Hilfseinsatzes in Armenien. Aus dieser Erfahrung heraus gründete er die Austrian Forces Disaster Relief Unit (AFDRU), das internationale Katastrophenhilfeelement des Bundesheeres, mit dem er zahlreiche Einsätze bestritt. 2003 wurde er ABC-Abwehrchef des Bundesheeres, 2010 trat er in den Unruhestand und fungiert seitdem als Ausbildner für Katastrophenschutz an verschiedenen internationalen Militärakademien weltweit.

## Kulturgüterschutz
Fürstenhofer übernahm 2008 auch das Amt des Präsidenten der Österreichischen Gesellschaft für Kulturgüterschutz und war damit Mitglied des Vorstands des Österreichischen Nationalkomitees Blue Shield.

## Auszeichnungen und Ehrenzeichen
- 2010: Goldenes Ehrenzeichen für Verdienste um die Republik Österreich[3]